# Korethrasteridae
De Korethrasteridae zijn een familie van zeesterren uit de orde Velatida.

## Geslachten
- Korethraster Wyville Thomson, 1873
- Peribolaster Sladen, 1889
- Remaster Perrier, 1894